# Astarte elliptica
Astarte elliptica är en musselart som först beskrevs av T. Brown 1827.  Astarte elliptica ingår i släktet Astarte och familjen Astartidae. Arten är reproducerande i Sverige. Inga underarter finns listade i Catalogue of Life.
Höger och vänster klaff av samma exemplar:

Höger klaff
Vänster klaff